# G7 del 2018
Il 44º vertice del G7 si è svolto a La Malbaie in Québec, Canada l'8 e il 9 giugno 2018. La riunione è stata guidata dal Primo ministro canadese Justin Trudeau. Per la quinta volta consecutiva dopo la sospensione della Russia dal G8 nel marzo 2014, il vertice si è tenuto nel formato G7.
Il summit si è svolto in un momento caratterizzato da un significativo declino delle relazioni degli altri 6 membri con gli Stati Uniti. Per questo motivo, il summit è stato definito da parte di alcuni media come G6+1, per sottolineare l'isolamento degli Stati Uniti a causa dei recenti eventi (soprattutto i dazi commerciali imposti da Trump e il ritiro degli Stati Uniti dall'accordo sul nucleare con l'Iran e dall'accordo di Parigi sul clima).

## Scelta della sede

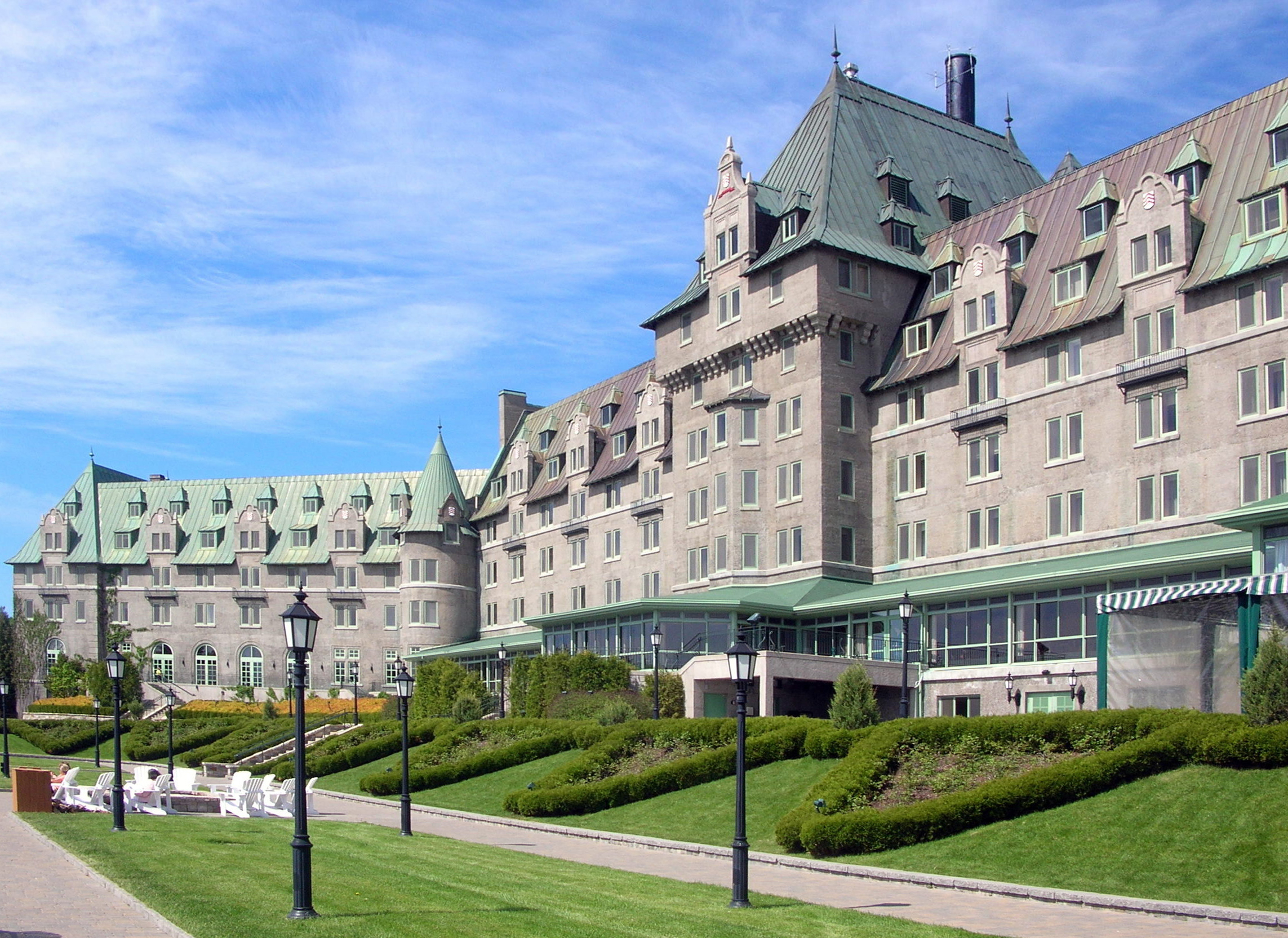
Il Manoir Richelieu di La Malbaie, sede del G7 del 2018

La scelta di La Malbaie come sede del G7 fu annunciata dal Primo ministro Justin Trudeau il 27 maggio 2017, durante la conferenza stampa finale del precedente vertice di Taormina. Annunciando la sua scelta, Trudeau dichiarò che questa regione dinamica ben rappresenta il Canada, dal bilinguismo alla diversità culturale, passando per i paesaggi sensazionali. Il Premier si è quindi detto impaziente di accogliere i colleghi nella magnifica regione di Charlevoix, di cui La Malbaie fa parte, sicuro che se ne innamoreranno come tutti i canadesi fanno da generazioni.

## Partecipanti

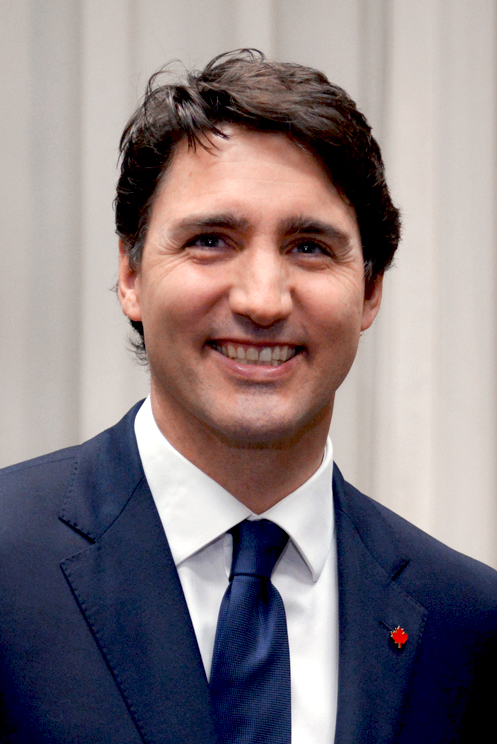
CAN Justin Trudeau, Primo ministro
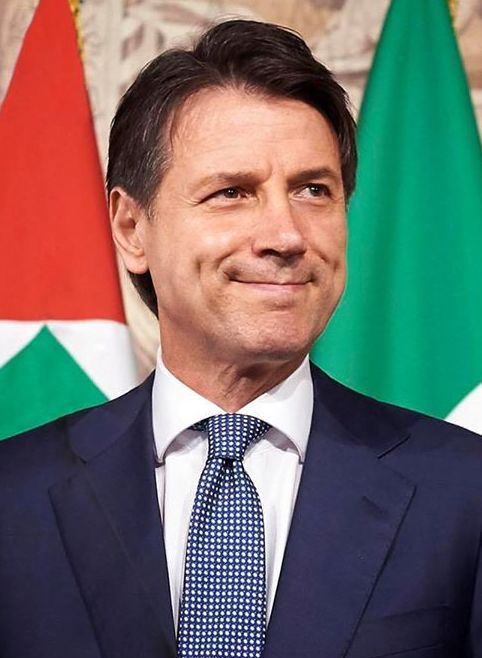
ITA Giuseppe Conte, Presidente del Consiglio
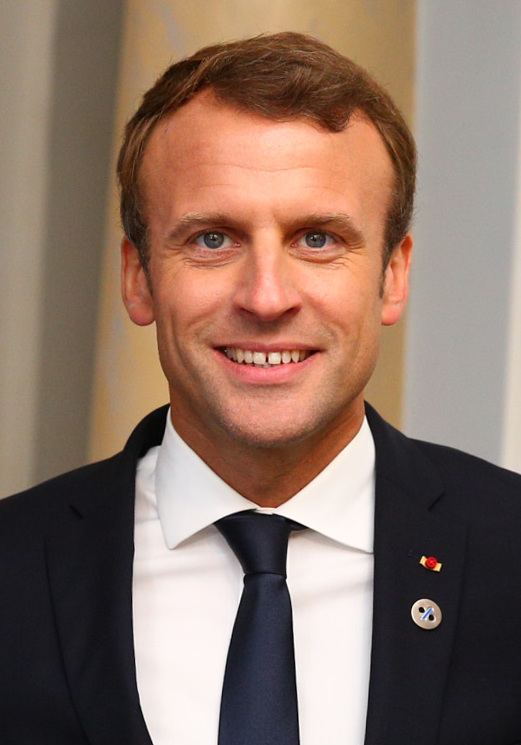
FRA Emmanuel Macron, Presidente
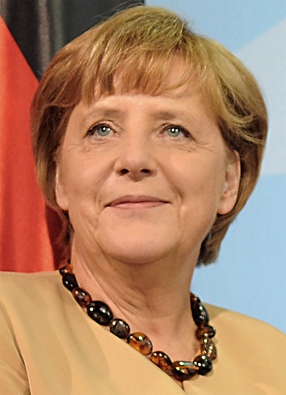
DEU Angela Merkel, Cancelliere
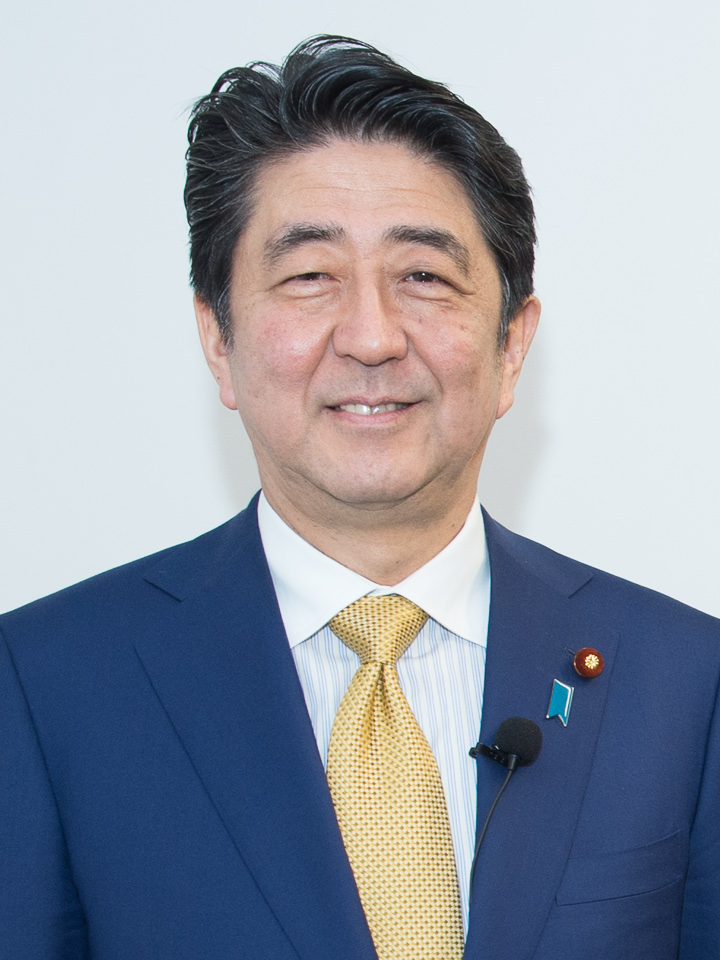
JPN Shinzō Abe, Primo ministro
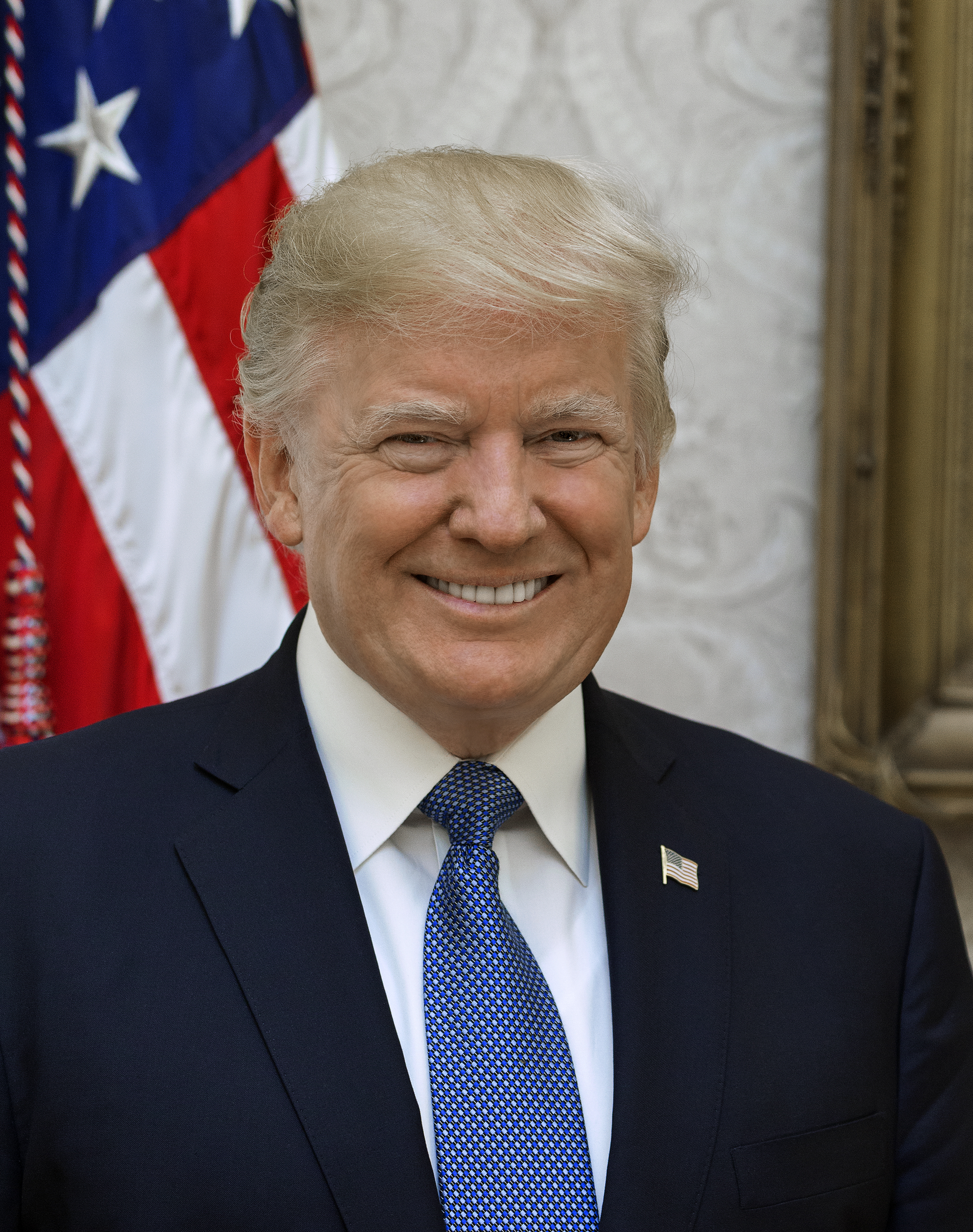
USA Donald Trump, Presidente
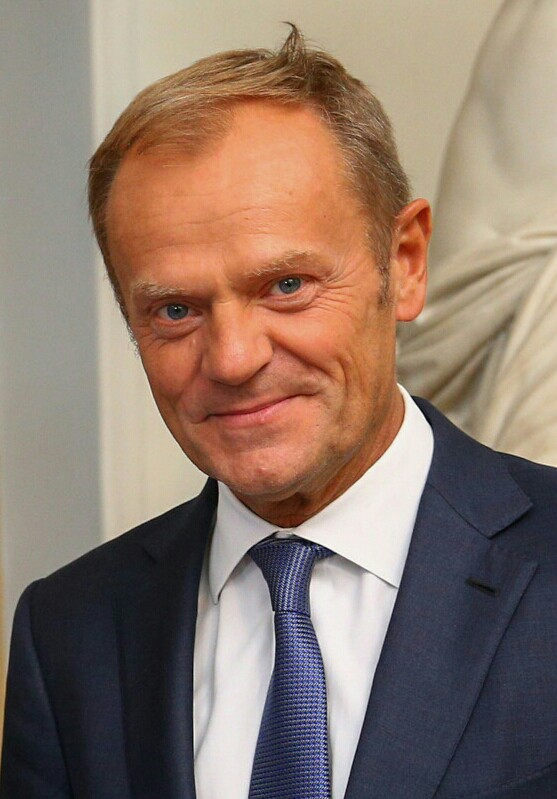
' Donald Tusk, Presidente del Consiglio europeo
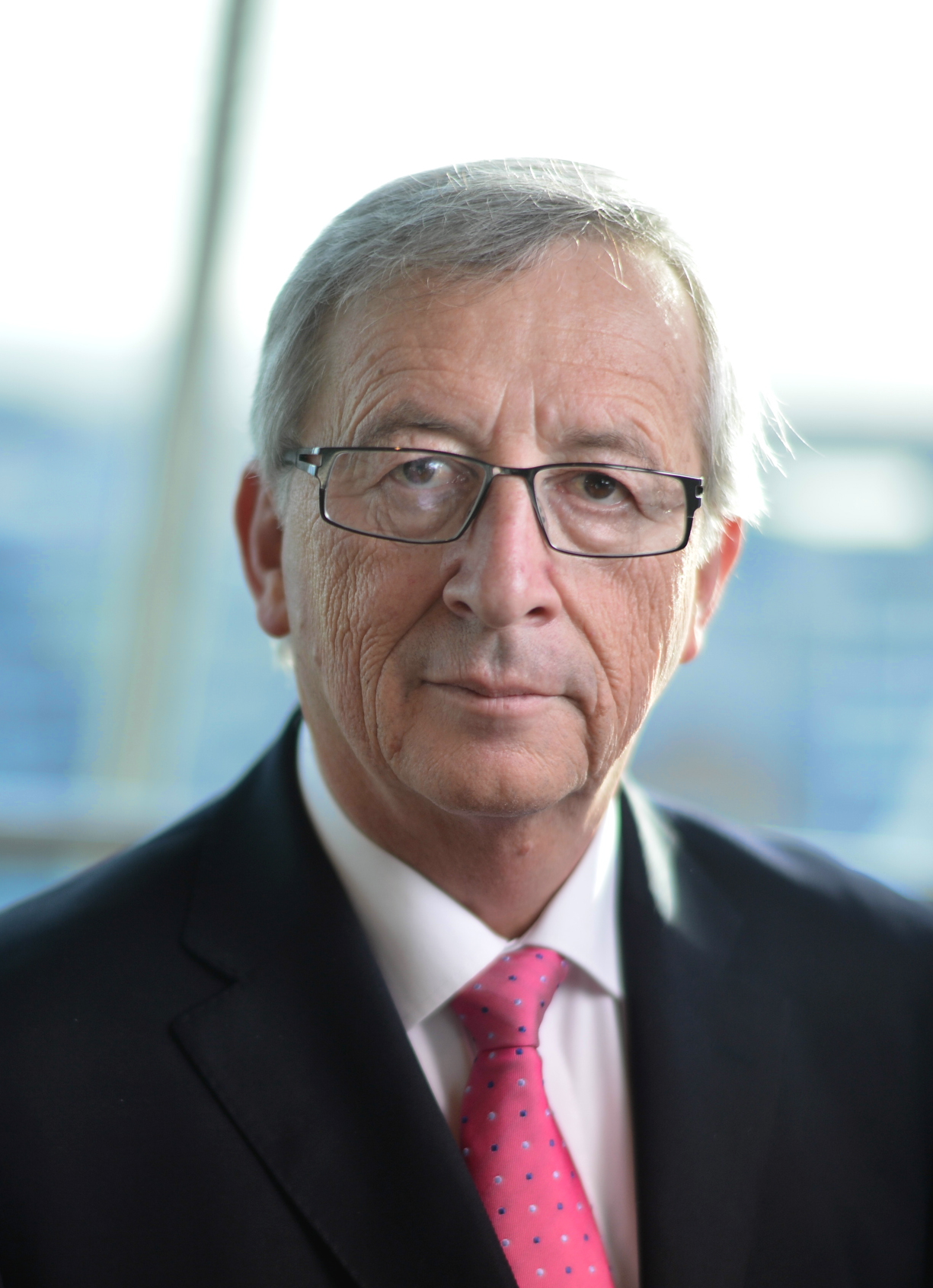
' Jean-Claude Juncker, Presidente della Commissione

| I membri del G7 In grassetto lo stato ospitante | Rappresentato da    | Titolo                               | Vertici precedenti                                                     |
| ----------------------------------------------- | ------------------- | ------------------------------------ | ---------------------------------------------------------------------- |
| Canada                                          | Justin Trudeau      | Primo ministro                       | 2017, 2016                                                             |
| Francia                                         | Emmanuel Macron     | Presidente                           | 2017                                                                   |
| Germania                                        | Angela Merkel       | Cancelliere federale                 | 2017, 2016, 2015, 2014, 2013, 2012, 2011, 2010, 2009, 2008, 2007, 2006 |
| Giappone                                        | Shinzō Abe          | Primo ministro                       | 2017, 2016, 2015, 2014, 2013, 2007                                     |
| Italia                                          | Giuseppe Conte      | Presidente del Consiglio             | Prima partecipazione                                                   |
| Regno Unito                                     | Theresa May         | Primo ministro                       | 2017                                                                   |
| Stati Uniti d'America                           | Donald Trump        | Presidente                           | 2017                                                                   |
| Unione europea                                  | Jean-Claude Juncker | Presidente della Commissione europea | 2017, 2016, 2015                                                       |
| Unione europea                                  | Donald Tusk         | Presidente del Consiglio europeo     | 2017, 2016, 2015                                                       |

- Canada
Justin Trudeau, 
Primo ministro
- Italia
Giuseppe Conte, 
Presidente del Consiglio
- Francia
Emmanuel Macron, Presidente
- Germania
Angela Merkel, Cancelliere
- Giappone
Shinzō Abe, 
Primo ministro
- Stati Uniti
Donald Trump, Presidente
- Unione europea
Donald Tusk,
 Presidente del Consiglio europeo
- Unione europea
Jean-Claude Juncker, Presidente della Commissione

## Leader invitati
Hanno partecipato alle sessioni estese:

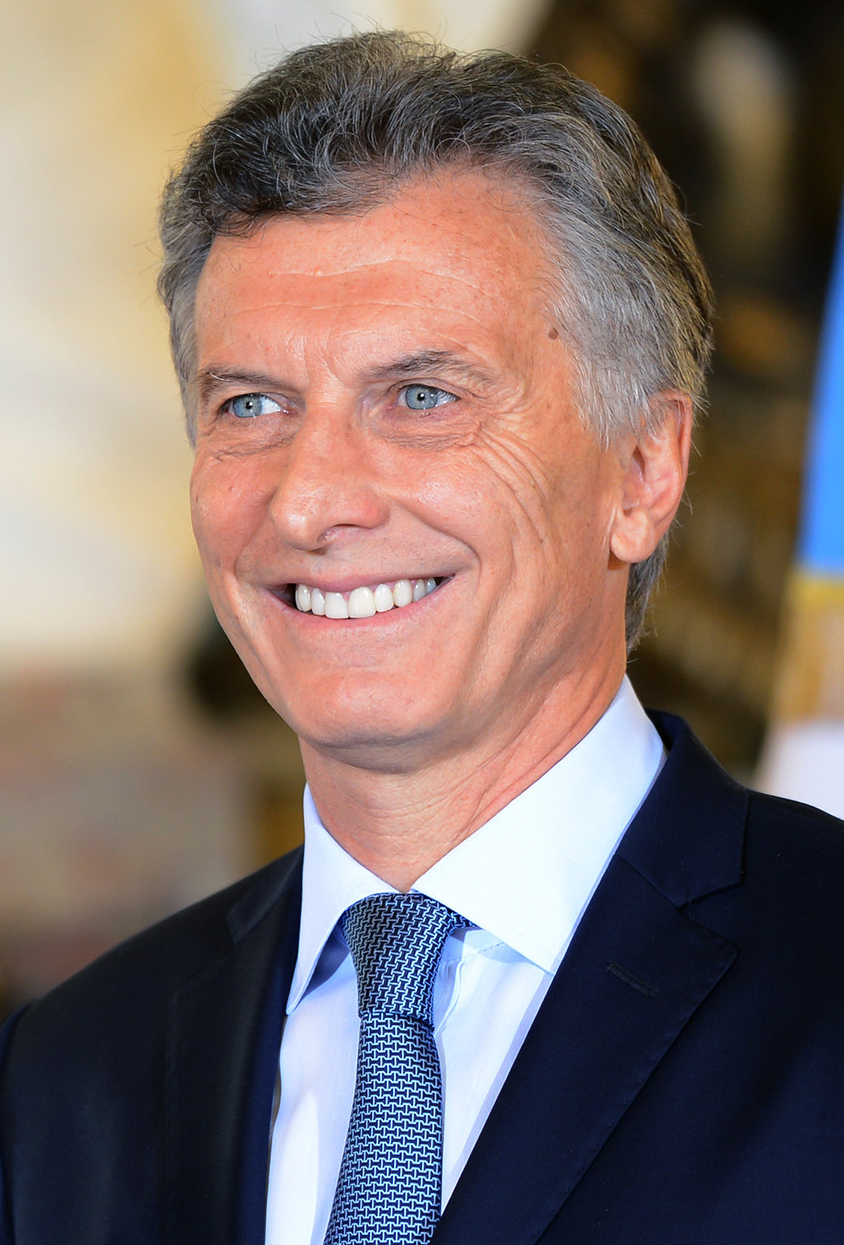
ARG Mauricio Macri, Presidente
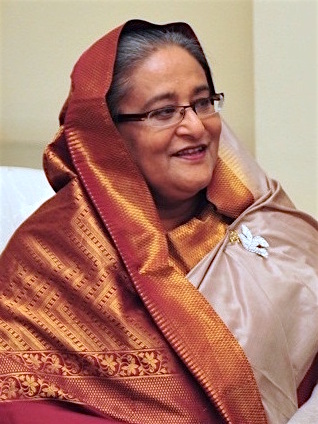
BGD Sheikh Hasina, Primo ministro
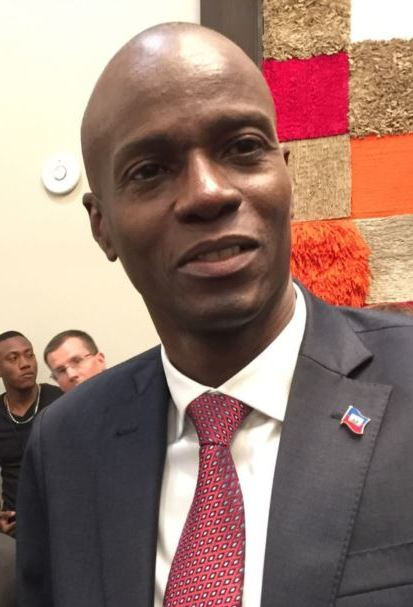
HTI Jovenel Moïse, Presidente
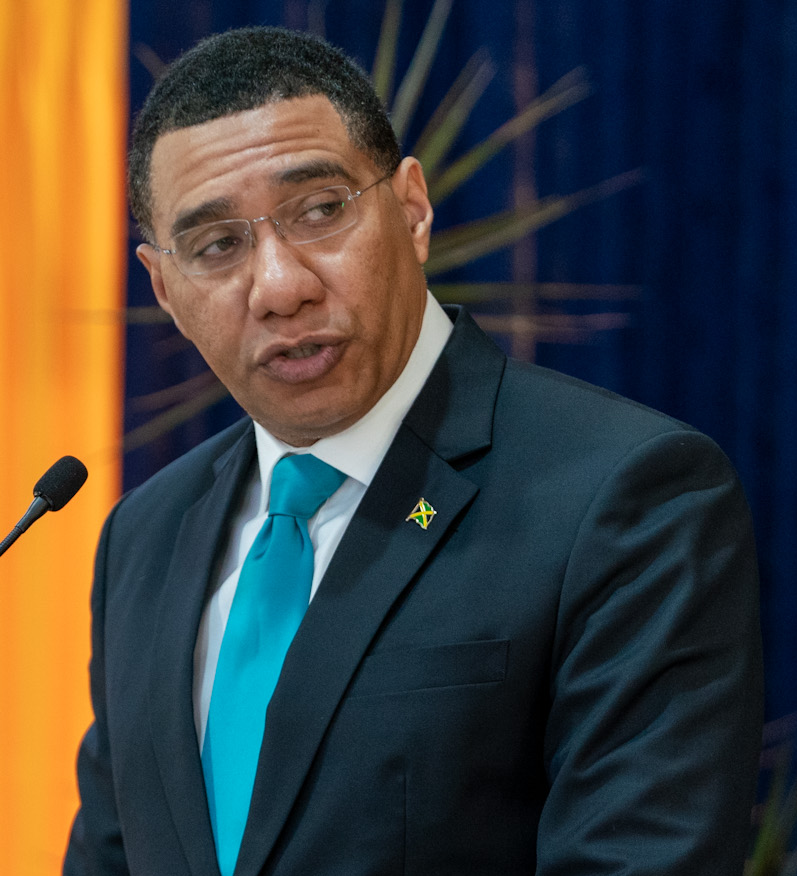
JAM Andrew Holness, Primo ministro
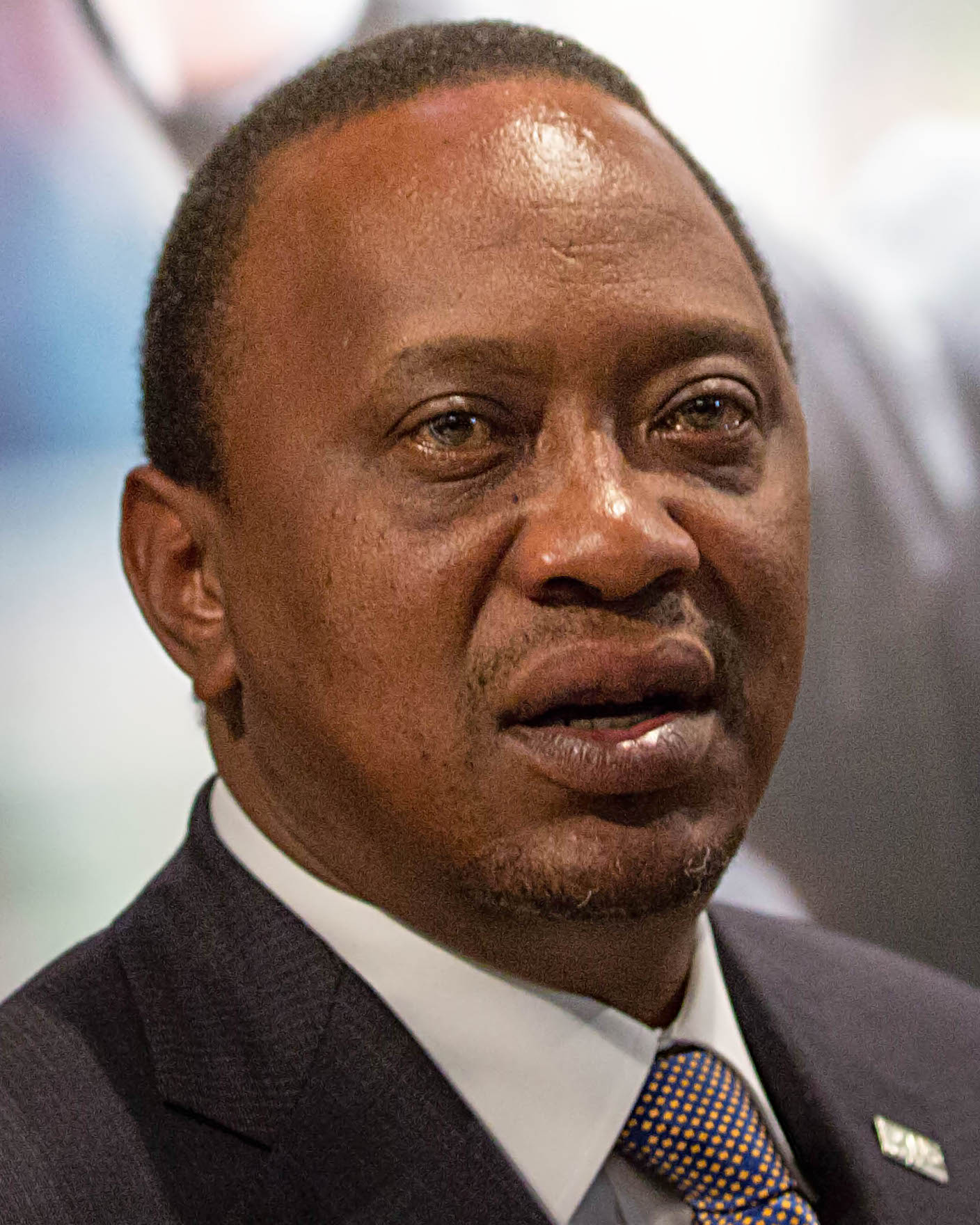
KEN Uhuru Kenyatta, Presidente
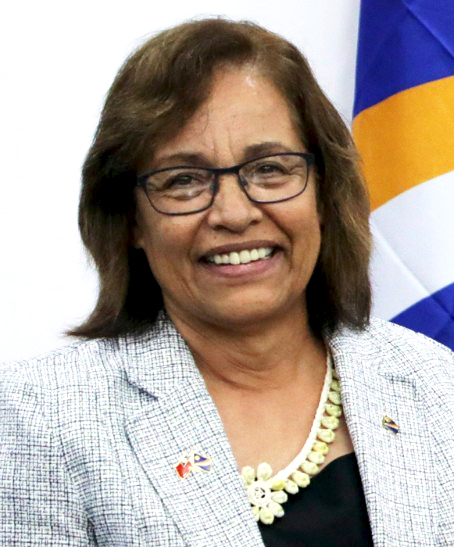
MHL Hilda Heine, Presidente
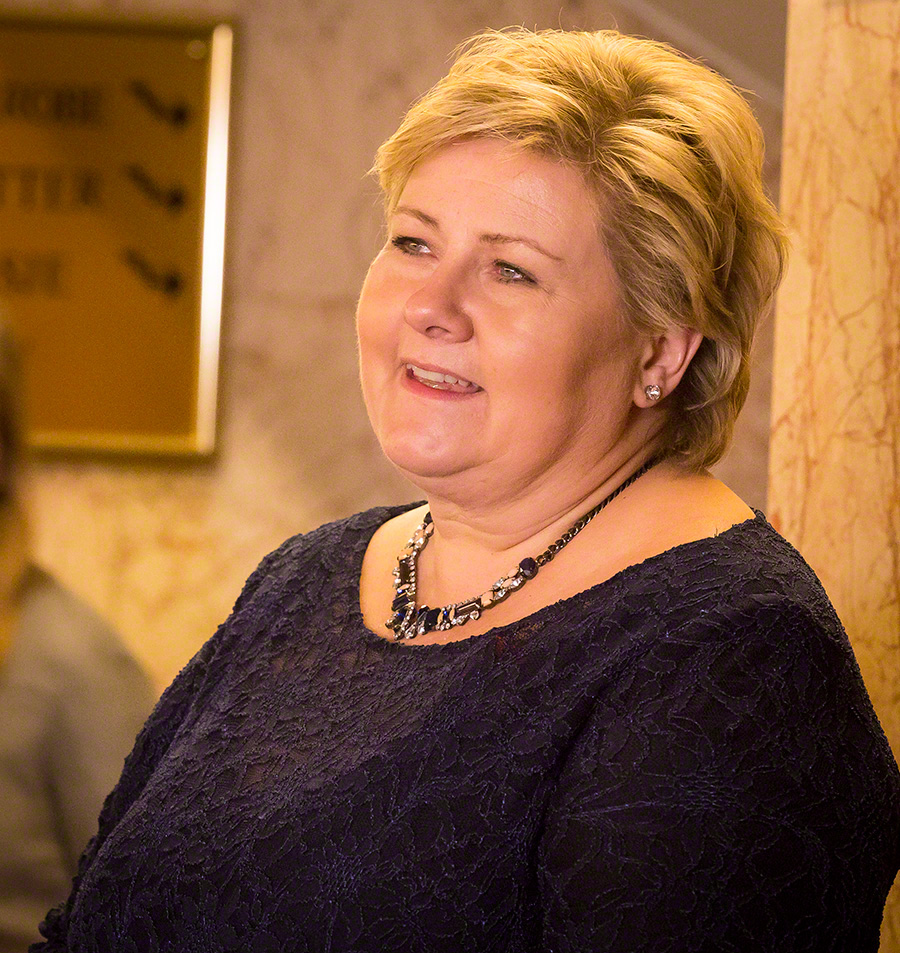
NOR Erna Solberg, Primo ministro
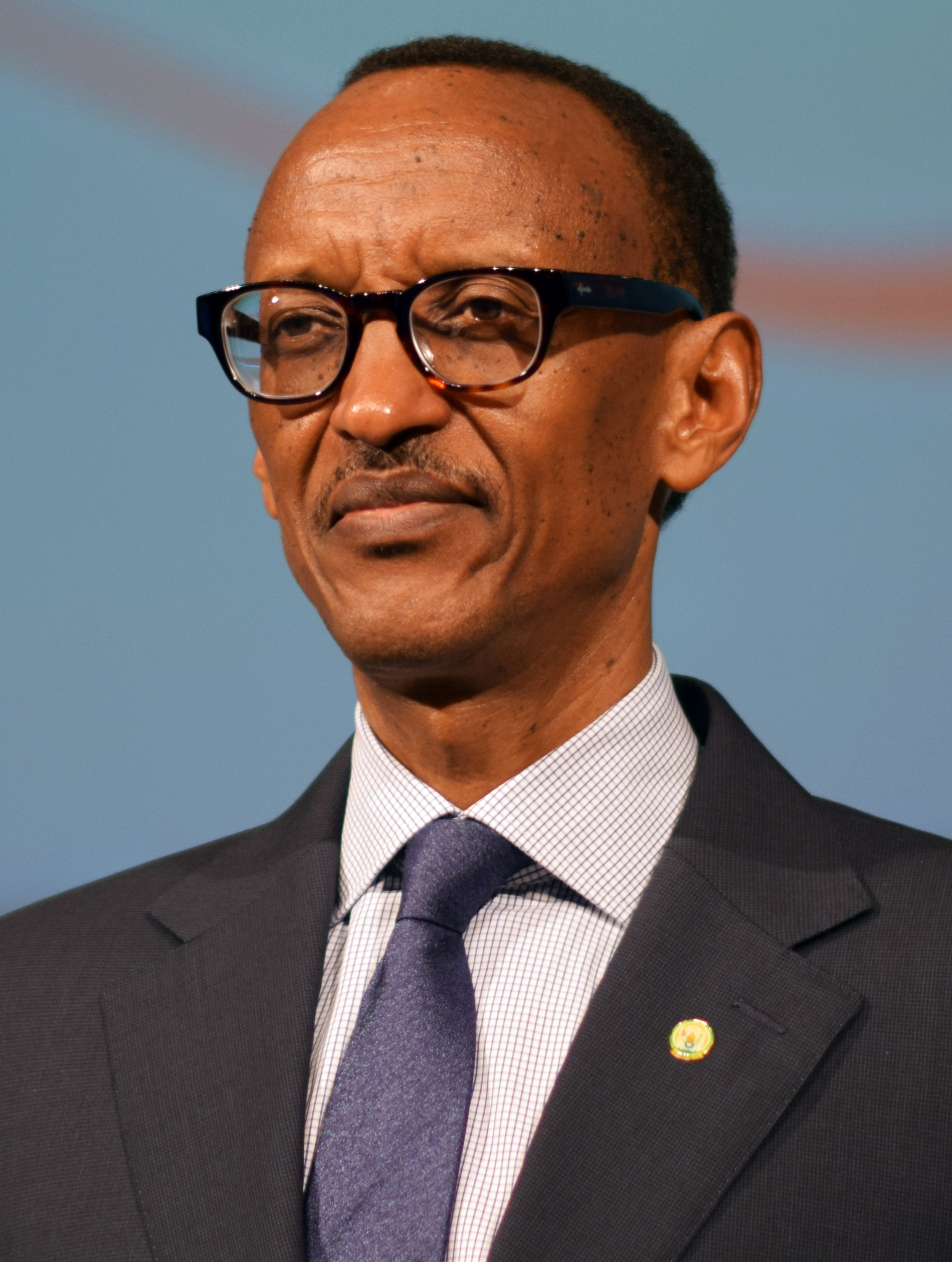
RWA Paul Kagame, Presidente
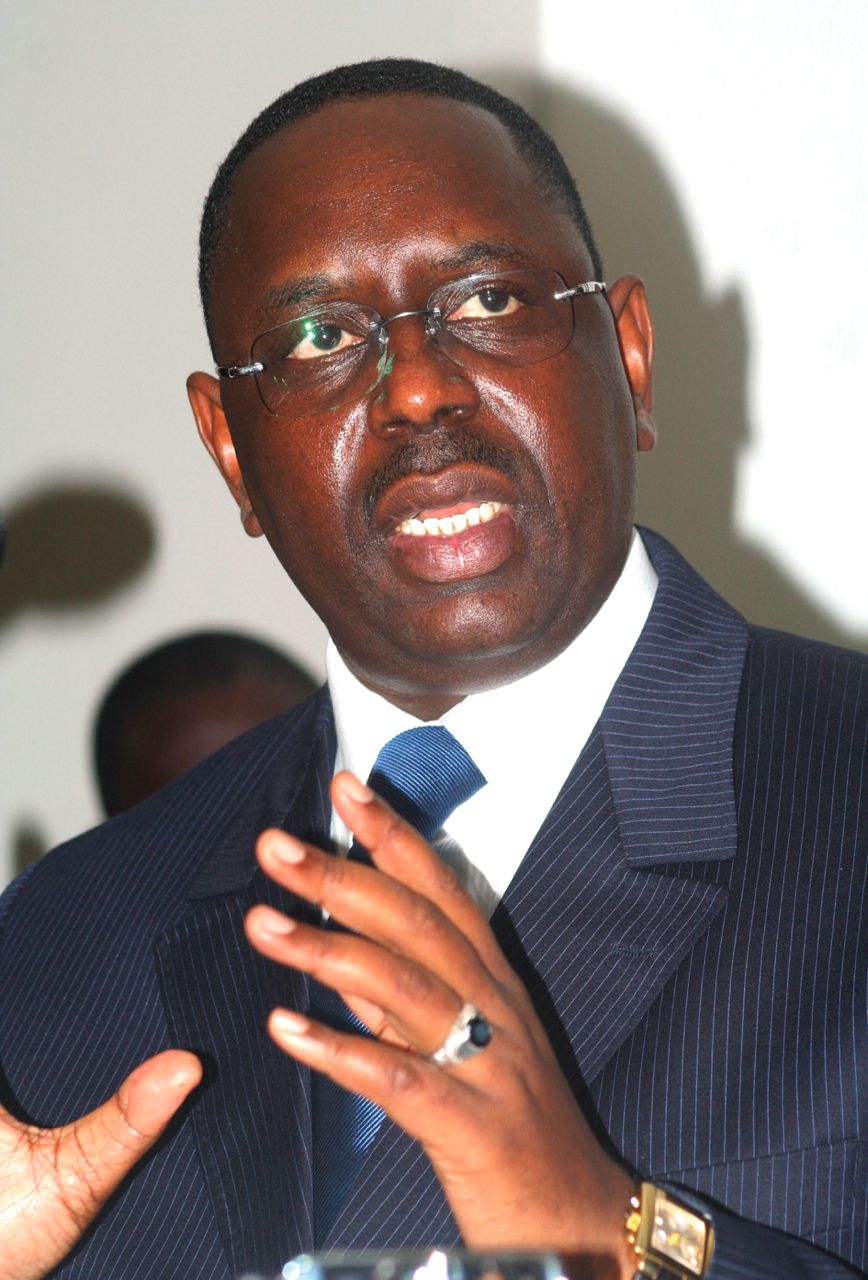
SEN Macky Sall, Presidente
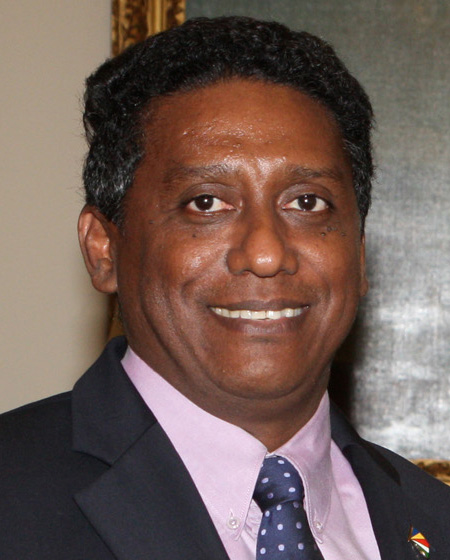
SYC Danny Faure, Presidente
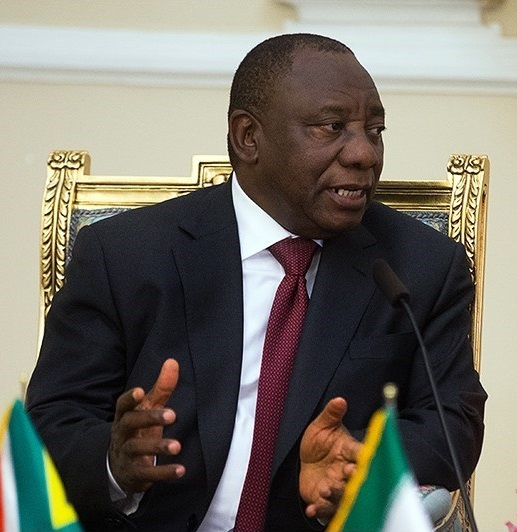
ZAF Cyril Ramaphosa, Presidente
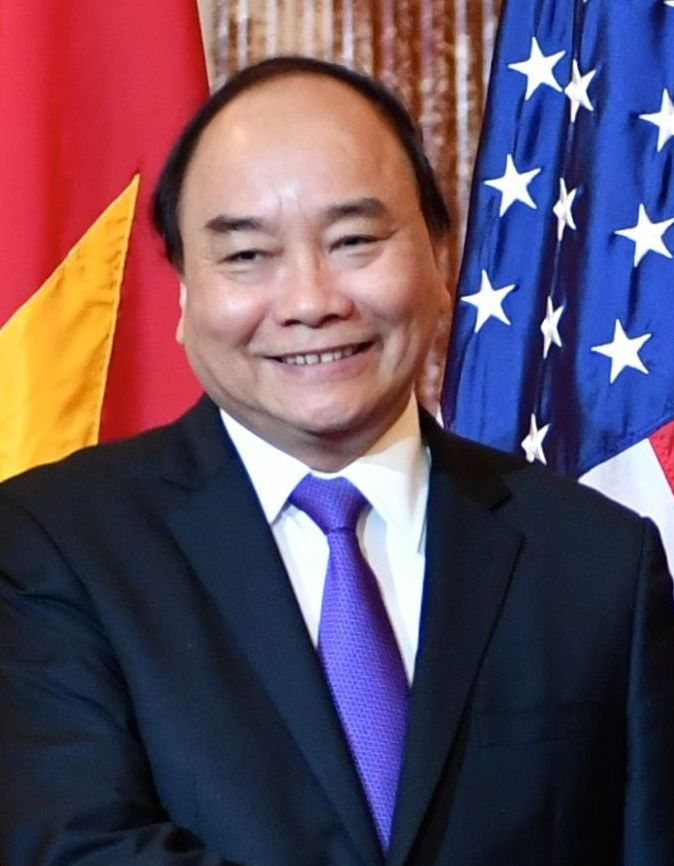
VNM Nguyễn Xuân Phúc, Primo ministro

- Argentina
Mauricio Macri, 
Presidente
- Bangladesh
Sheikh Hasina, 
Primo ministro
- Haiti
Jovenel Moïse, 
Presidente
- Giamaica
Andrew Holness, 
Primo ministro
- Kenya
Uhuru Kenyatta, 
Presidente
- Isole Marshall
Hilda Heine, 
Presidente
- Norvegia
Erna Solberg,
 Primo ministro
- Ruanda
Paul Kagame, 
Presidente[5]
- Senegal
Macky Sall,
 Presidente
- Seychelles
Danny Faure, 
Presidente
- Sudafrica
Cyril Ramaphosa, 
Presidente
- Vietnam
Nguyễn Xuân Phúc,
Primo ministro

## Organizzazioni internazionali
Hanno partecipato alle sessioni estese:

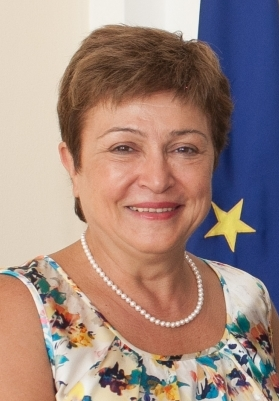
Banca Mondiale Kristalina Georgieva, Amministratore delegato
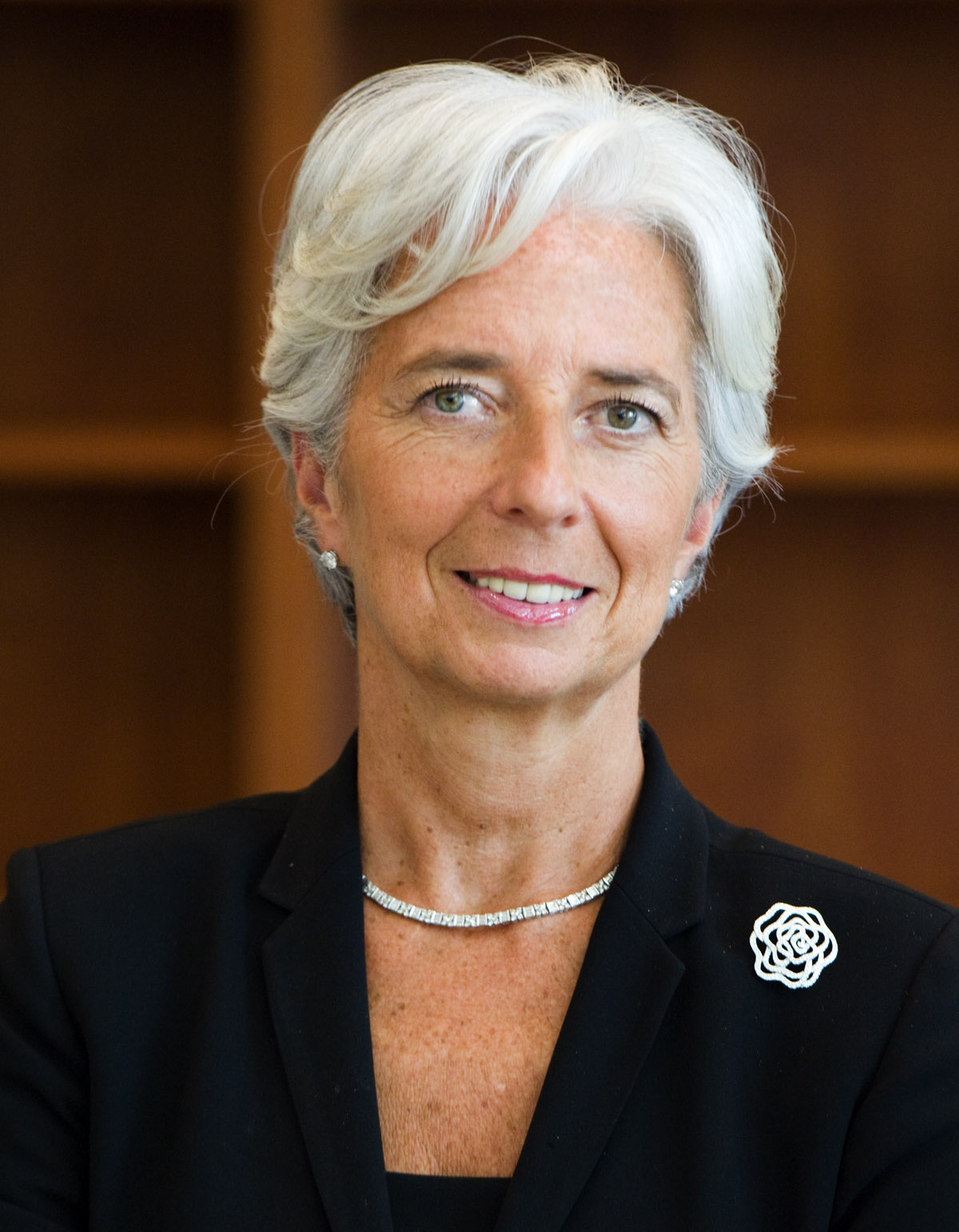
Fondo monetario internazionale Christine Lagarde, Direttore operativo
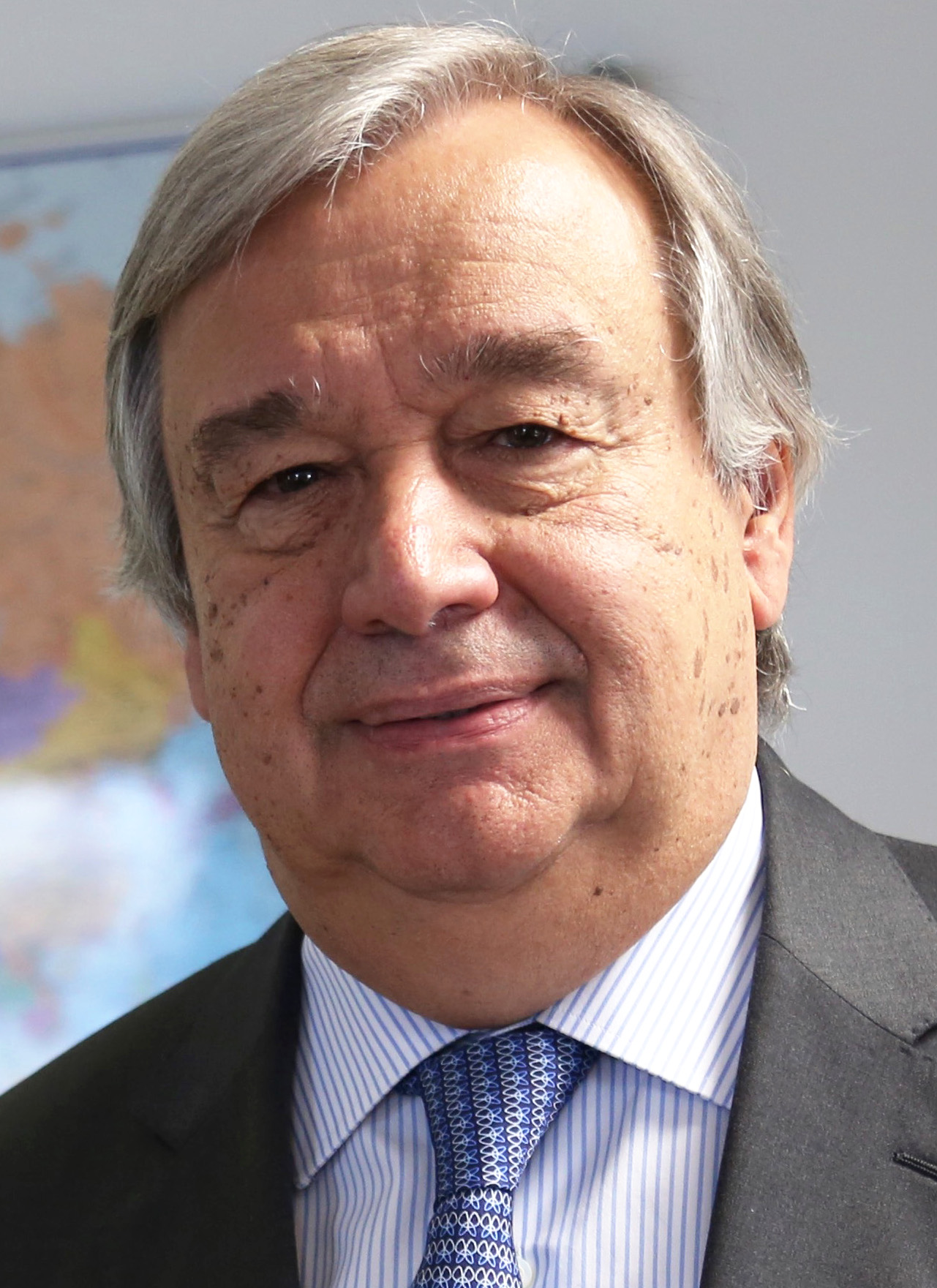
Nazioni Unite António Guterres, Segretario generale
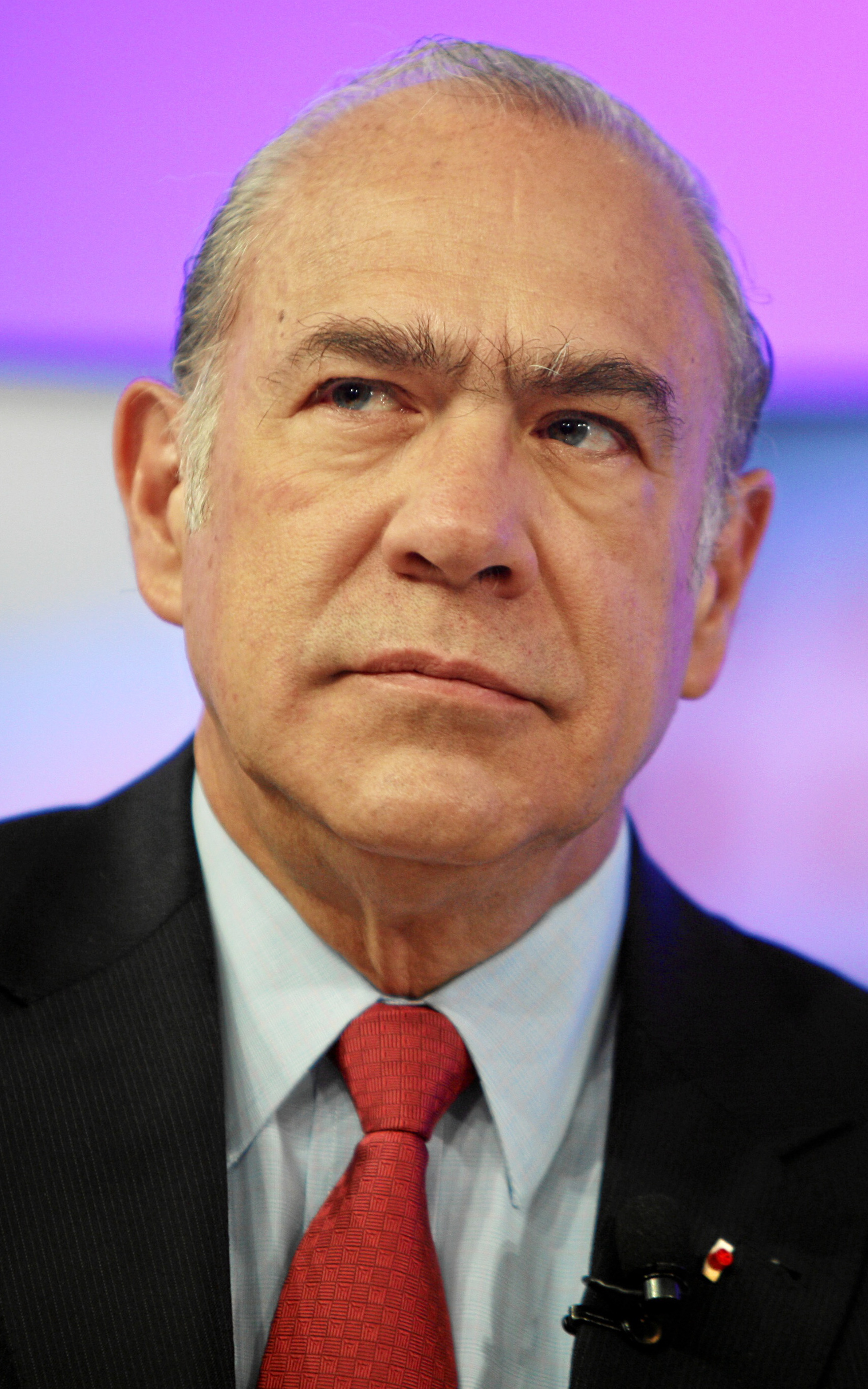
OCSE Ángel Gurría, Segretario generale

Fonte:

## Agenda e risultati

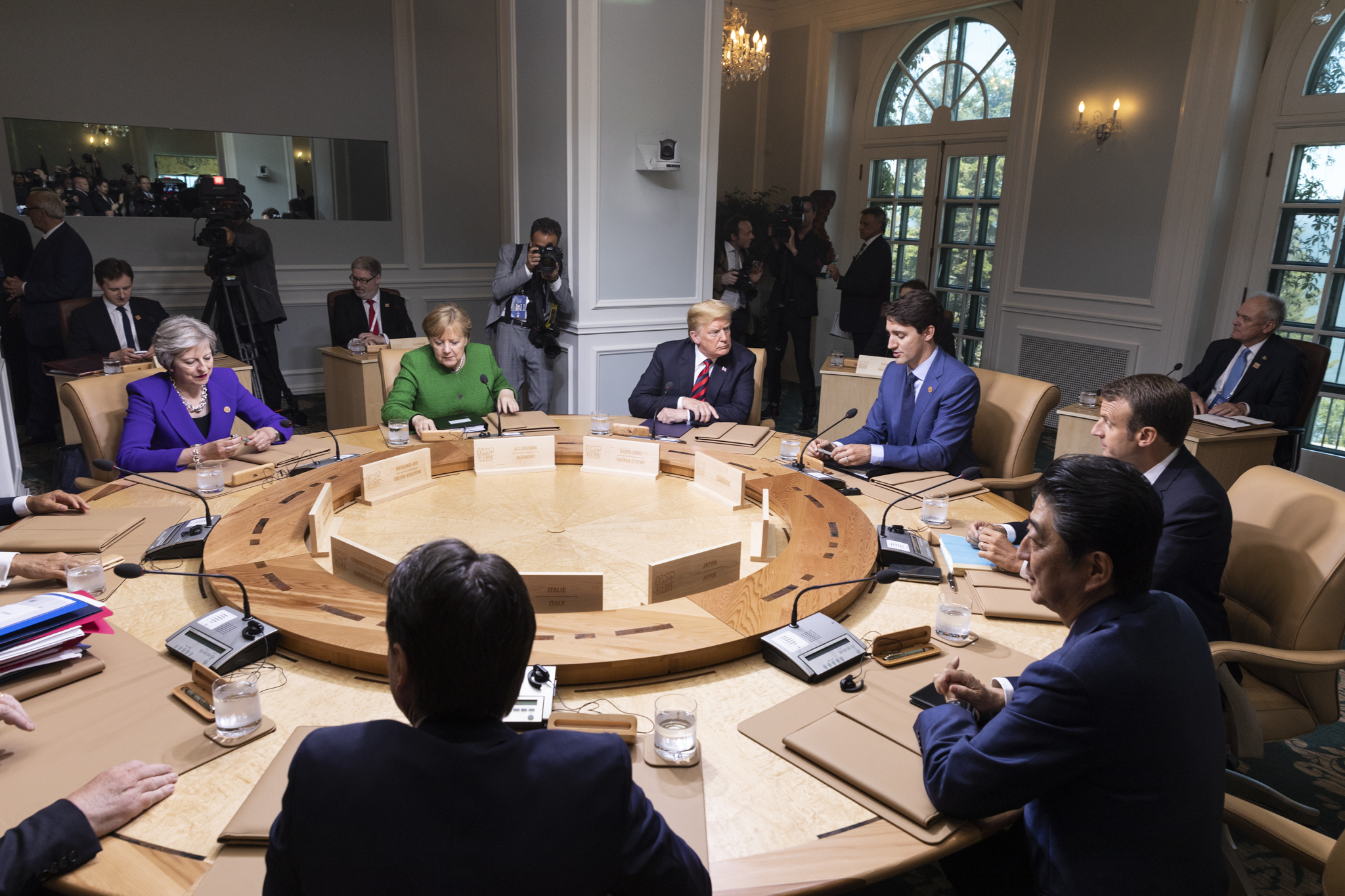
Una sessione di lavoro del G7

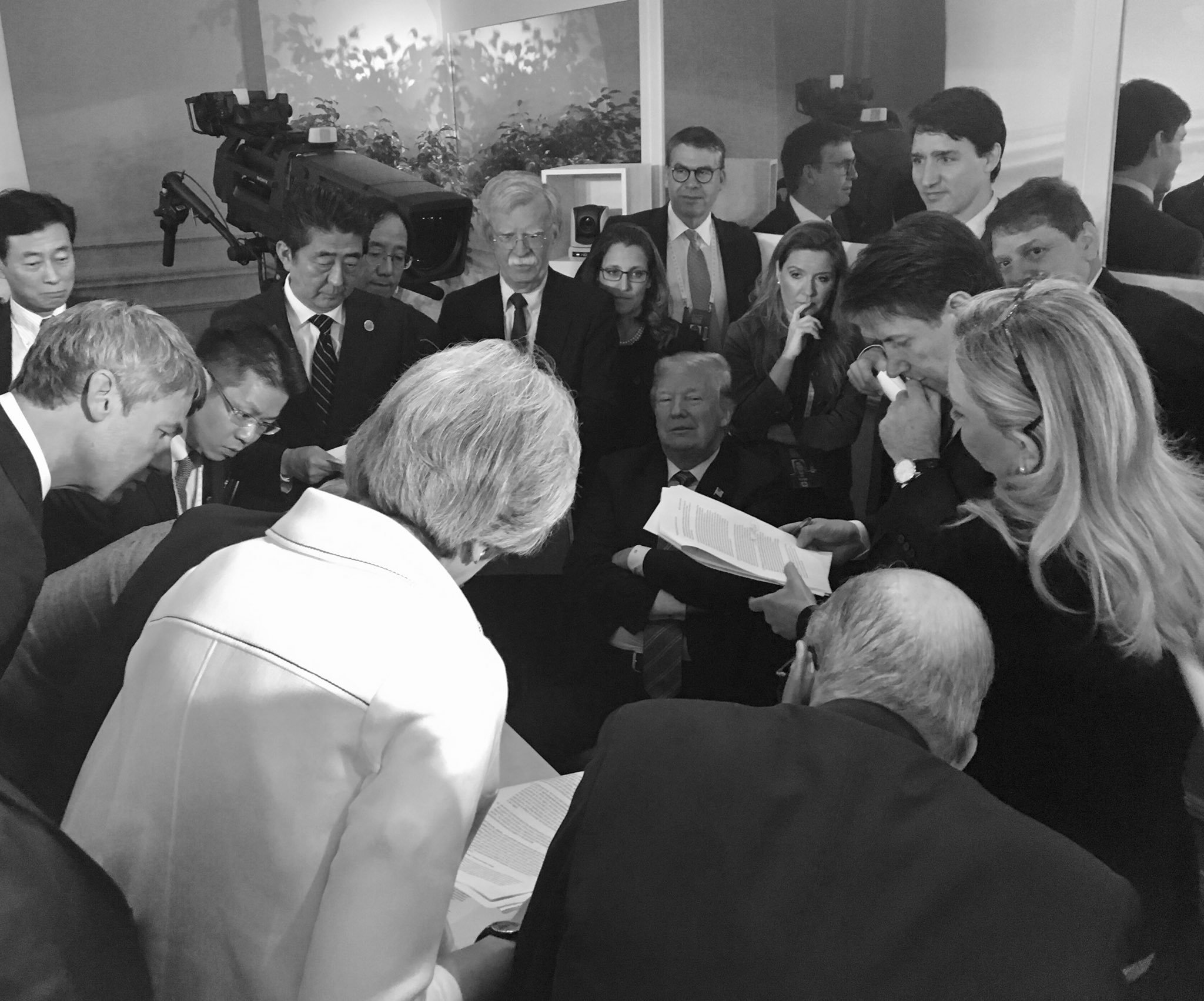
Un'immagine indicata da alcuni media come simbolo del vertice che mostra le negoziazioni degli altri leader con Trump

### Commercio e isolamento degli Stati Uniti
Il tema più controverso del vertice è stato, come previsto, il commercio internazionale dopo la decisione unilaterale del Presidente degli Stati Uniti Donald Trump di imporre dei dazi su alluminio e acciaio dell'Unione europea e di Canada e Messico. Dopo i negoziati svolti nell'ambito del vertice i leader erano giunti ad un accordo firmando una dichiarazione comune contro il protezionismo e che impegnava a riformare al più presto le regole dell'Organizzazione mondiale del commercio (WTO), dichiarazione definita comunque non risolutiva da Merkel e Macron. Tale dichiarazione è stata però rimessa in discussione da Trump dopo che nella conferenza stampa conclusiva il Primo ministro del Canada e presidente di turno del G7, Justin Trudeau aveva definito un insulto per i canadesi le tariffe imposte da Trump, perché motivate con ragioni di "sicurezza nazionale" aggiungendo che "noi canadesi siamo gentili, siamo ragionevoli, ma non ci faremo maltrattare". Già in volo verso Singapore per il vertice con il dittatore nordcoreano Kim Jong-un, Trump aveva tramite un tweet ritirato la firma degli Stati Uniti dalla dichiarazione, definendo Trudeau "debole e disonesto". In risposta l'ufficio stampa del Premier Trudeau ha dichiarato che il Premier in conferenza stampa non aveva detto nulla di diverso rispetto a quanto detto privatamente e pubblicamente durante il vertice e il Presidente francese Macron ha criticato duramente Trump accusandolo di "incoerenza e inconsistenza" e avvertendo che "la cooperazione internazionale non può essere dettata da crisi di rabbia e da osservazioni sprezzanti". Il ministro degli esteri tedesco Heiko Maas ha dichiarato inoltre che con un solo tweet Trump aveva distrutto la credibilità del G7.

## Altri summit nell'ambito del G7

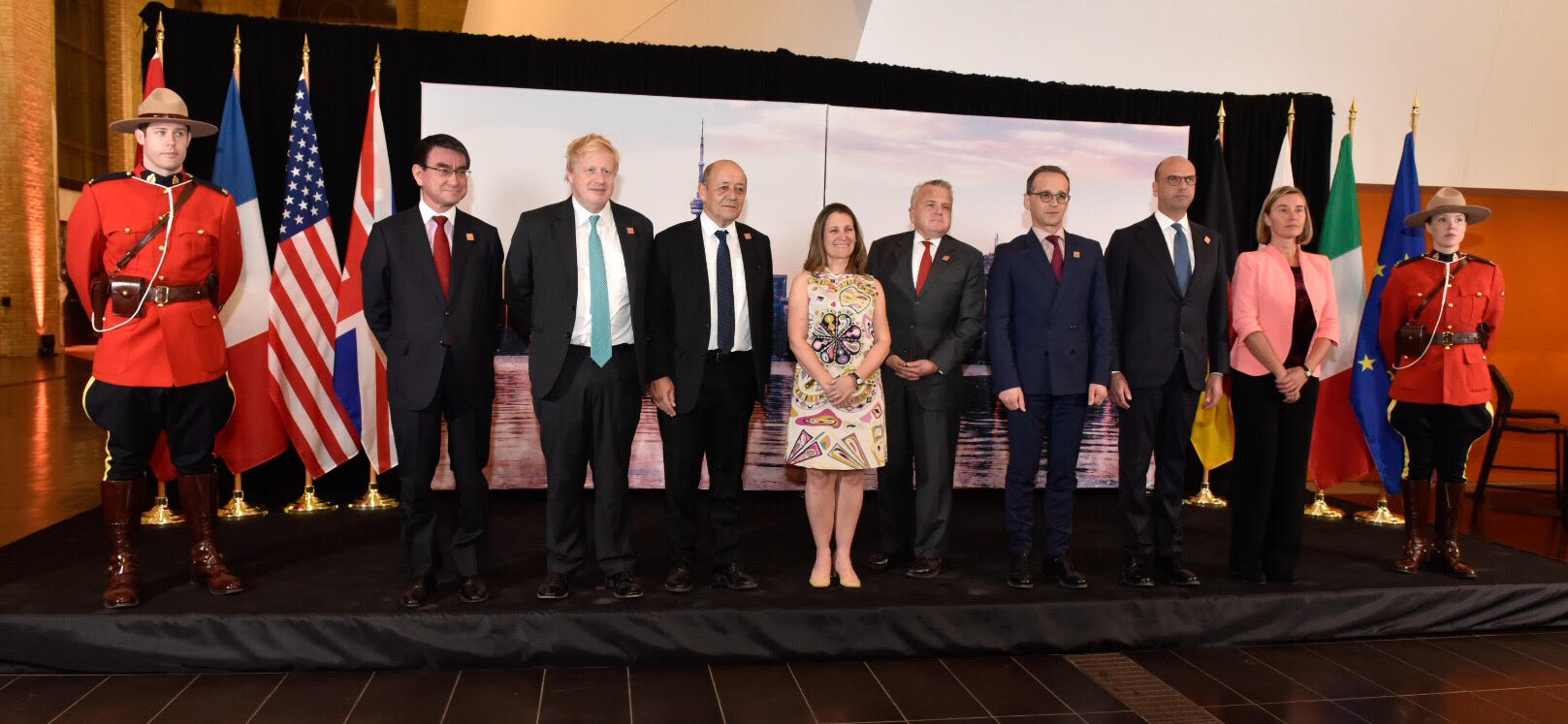
Il summit dei ministri degli esteri a Toronto

| Data                    | Città ospitante | Summit                      |
| ----------------------- | --------------- | --------------------------- |
| 27-28 marzo 2018        | Montréal        | G7 Ministri del Lavoro      |
| 22-23 aprile 2018       | Toronto         | G7 Ministri degli Esteri    |
| 23-24 aprile 2018       | Toronto         | G7 Ministri della Sicurezza |
| 31 maggio-2 giugno 2018 | Whistler        | G7 Ministri delle Finanze   |
| 18-21 settembre 2018    | Halifax         | G7 Ministri dell'Ambiente   |

Fonte: